# An

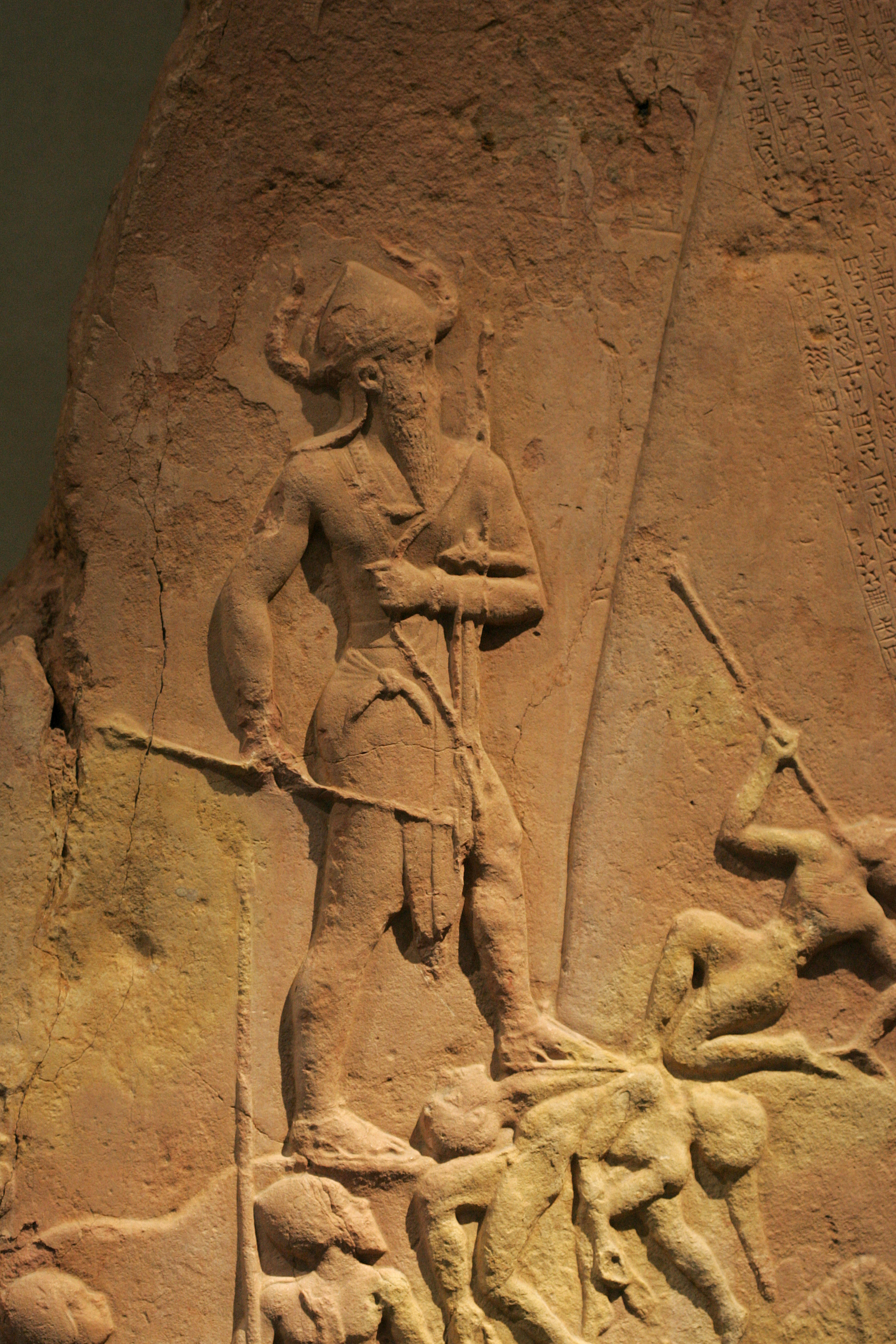
Narám-Szín An és Enlil szarvkoronájával

An vagy "Anu" a sumer mitológiában a megszemélyesített „ég”. Ő volt – valószínűleg az Uruk-korban a sumer pantheon főistene, az istenek atyja, a hatalmon levő istenhármas vezető tagja. Akkád neve Anum. Kultuszközpontja az uruki Kulaba szentélykörzet volt, aminek zikkuratja a mezopotámiai templomok mintájául szolgált. Felesége Urukban Innin (Inanna) – ismertebb akkád nevén Istár – volt. Az ő fia volt az istentriász másik két tagja, Enlil – aki az i. e. 3. évezredben a főisten lett – és Enki – utóbbi helyére Hammurapi idején Marduk lépett.
An isten nevéből eredően a csillagot ábrázoló dingir (𒀭) ékjel az akkádban az AN szótag írására szolgált, és determinatívumként továbbra is általában istent jelentett.

## Szerepe
A mezopotámiai Teremtés-eposz szerint  apja Ansar, anyja Kisar. Ő az „istenek atyja”, aki megteremtette az eget és elrendelte az Anunnaki – földi és alvilági – istenek megszületését. Kezdetben ő az „istenek ura”, de harcot kell folytatnia hatalma megtartásáért az égitesteket megszemélyesítő istenekkel – azaz Samas napistennel, Szín holdistennel és Istár vénuszistennel –, akik szeretnék vele megosztani azt. Végül fiának, Enlilnek sikerül őt háttérbe szorítania, és megszereznie tőle az „istenek ura” címet, ő marad az „istenek atyja”. An kultuszközpontja Uruk, Enlilé Nippur, a mitológia mögött valószínűleg az Uruk-kor után Nippurban kialakuló kultuszközösség története rejlik, ami teljes formájában, az egységes sumer-akkád pantheonnal a III. uri dinasztia idejére alakul ki. 
Enlil és Enki mellett az ő gyermekei még a viharisten (Im?), Iskur (Adad), Mardu (Amurrú), Innin (Istár), Baba, Gatumdug, Níszaba, Nininszina, az Anunnaki istenek. Felesége Uras („föld”), aki később Kivel („föld, alsó”), azonosult. Az akkád mitológiában felbukkan Antum is, az ő női megfelelője mint felesége, valamint Istár is előfordul ilyen szerepben, de ő Urukban a lánya.
Kultusza elterjedt a hurrik és a hettiták között is, az előbbiek Anusz (Anuš) néven vették át, és ugyanezzel a névvel került az utóbbiak panteonjába is. Az Óperzsa Birodalom idején kultusza – és Antumé – feléledt, Uruk oltalmazója lett, Istár kultusza megszűnt. An ekkor valószínűleg azonosult Ahuramazdával, mint az „ég istene”.